# Gobernantes de las islas Hawái
Los gobernantes de las islas hawaianas —noho aliʻi o ko Hawaiʻi Pae ʻAina— son una línea de hawaianos nativos que fueron gobernantes independientes de varias subdivisiones de la tierra y las islas de Hawái. Su genealogía se remonta a Hānalaʻanui y a otros. El sistema de castas de la  antigua sociedad hawaiana se estableció alrededor del año 1200 d. C. y separaba a la gente en 4 rangos distintos que estaban todos por debajo del gobernante supremo (ali'i nui) de la isla. El ali'i nui distribuía la tierra a los jefes de menor rango que la administraban y recolectaban ofrendas e impuestos. El ali'i nui también sería responsable en última instancia del sagrado kapu, un sistema de reglas diseñado para controlar el orden social. Los ali'i noho eran conocidos por sus coloridos e intrincados trajes de batalla de capas de plumas y cascos llamados mahiole (casco) y ʻahu ʻula (capa).

## Historia
La historia de los antiguos  polinesios se transmitió a través de los cantos de genealogía oral que se recitaban tanto en las funciones formales como en las familiares. La genealogía de los altos jefes se remonta al período que se cree que está habitado por los dioses. Los pua ali'i eran considerados como dioses vivientes. En algún momento entre los años 1 y  600, los primeros polinesios comenzaron a poblar las islas. Hacia el año 1000, los asentamientos fundados a lo largo del perímetro de las islas comenzaron a cultivar sus propios alimentos en jardines, y hacia 1500, comenzarían a extenderse hacia el interior de las islas y la religión comenzó a ser más enfatizada.
Se dice que un sacerdote tahitiano llamado Pā'ao trajo un nuevo orden a las islas alrededor del 1200. El nuevo orden incluía nuevas leyes y una nueva estructura social para las islas, separando a la gente en clases. El ali'i nui era el rey, con su 'aha kuhina justo debajo de ellos. Los ali'i eran los nobles reales con el kahuna (sumo sacerdote) debajo de ellos, los maka'āinana o plebeyos a continuación con el kauā debajo de ellos como la casta social de menor rango.

## División de la tierra
La tierra fue dividida en estricta adhesión a los deseos de los Ali'i Nui. La isla se llamó Mokupuni y se dividió en varias Kapanas. Los límites de la Kapana (distrito) iban desde el pico más alto de la montaña hasta una milla mar adentro. Estas divisiones fueron gobernadas por un Aliʻi ʻAikapana, que habría sido nombrado por el jefe gobernante (Alii 'Aimoku). Cada uno de estos Kapana se dividió a su vez en Ahupua'au, llamado así por el límite divisorio alterado donde se recaudaban los impuestos de cada zona durante el Makahiki. Y cada Ahupua'a fue gobernada por un Alii 'Ai Ahupua'a.
Cada Ahupua'a era entonces administrada por un jefe llamado Konohiki.
Además, cada Ahupua'a fue cortado en pedazos de tierra más pequeños ('Ili Ahupua'a), cada uno gobernado por un Alii 'Ai 'Iliahupua'a. Estas eran las divisiones de tierra que los plebeyos o Maka'ainana poseían. Aunque la tierra pertenecía a los jefes, los plebeyos eran sus arrendatarios y se les daba el uso de la tierra.

## Deberes y responsabilidades

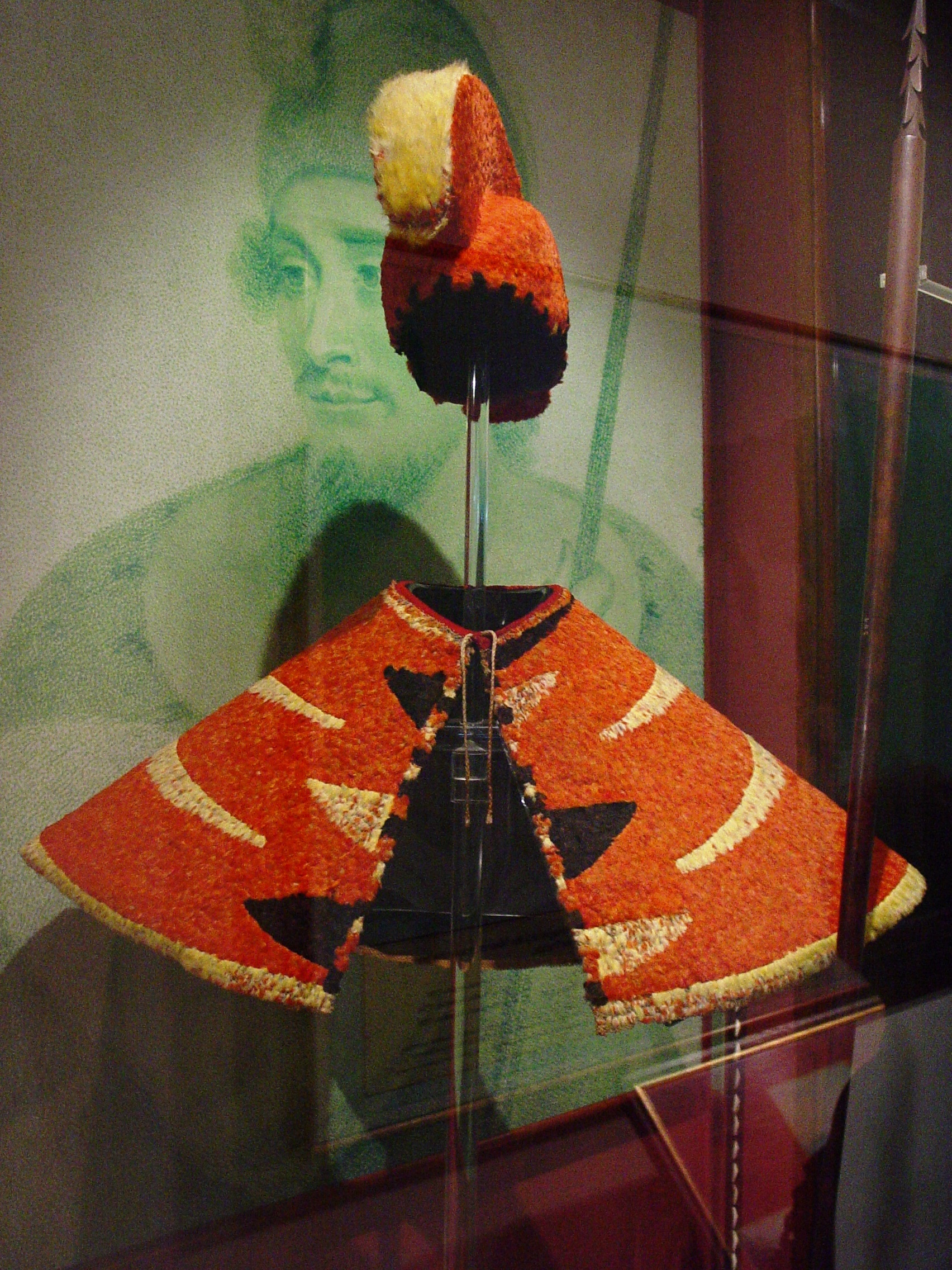
El jefe gobernante hawaiano emplumado ´ahu' ula y mahiole en el Bishop Museum Oahu, Hawái

Los ali'i nui eran responsables de asegurarse de que la gente observara un estricto Kapu (un código de conducta relacionado con los tabúes). El sistema tenía reglas sobre muchos aspectos del orden social hawaiano, los derechos de pesca e incluso sobre dónde podían comer las mujeres. Tras la muerte de Kamehameha I el sistema fue abolido, y la religión hawaiana pronto cayó, ya que los dioses también fueron abandonados.

## Regalias y privilegios
El ali'i tenía una serie de artículos específicos, fichas y otras insignias que los identificaban como divinos, poderosos, de alto rango y ricos según los antiguos estándares hawaianos. Muchos de estos artículos eran símbolos de estatus por su rareza, alto valor o magnificencia. Las insignias también fueron diseñadas para emular a la realeza europea después de que se estableciera un contacto regular con el extranjero.
El mahiole (casco) y ʻAhu ʻula (capa o capote) eran el derecho de sólo los jefes de más alto rango. Fueron creados usando intrincadas artesanías de plumas en diseños para representar la divinidad de los jefes así como su poder. Un solo ʻahu ʻula necesitaba miles de pájaros para suministrar plumas. Las insignias se usaban sólo durante la batalla o actos ceremoniales.
En su contacto con las islas, el Capitán James Cook recibió varios ʻahu ʻula y un mahiole como regalo de Kalaniʻōpuʻu.
El Niho Palaoa es un diente de marfil de  cachalote tallado para el uso de los jefes gobernantes. Se usaría, suspendido por un cabello humano finamente enrollado y, cuando se usa, se llama lei niho palaoa.
El estandarte real de los Ali'i era el kāhili, un símbolo de los jefes gobernantes. Era un tallo de plumas atadas que eran llevadas por los asistentes.